# Salman Khan (éducateur)
Pour les articles homonymes, voir Salman Khan (homonymie).
Salman Amin 'Salman' Khan (bengali : সালমান খান, né le 11 octobre 1976) est un éducateur américain dont les parents sont d'origine bangladaise et indienne. Il est le fondateur de la Khan Academy, un organisme à but non lucratif donnant accès en ligne à une plateforme éducative gratuite. Khan a ainsi réalisé, d'abord du bureau de sa maison, plus ensuite avec l'aide d'éducateurs volontaires, plus de 4 000 vidéos présentant un large spectre de sujets académiques principalement centrés sur les mathématiques et les sciences.

## Biographie
Khan est né en Nouvelle-Orléans d'un père originaire de Barisal, au Bangladesh, et d'une mère originaire de Calcutta, en Inde. Il est détenteur de quatre diplômes : un Bachelor en mathématiques, un baccalauréat universitaire en génie électrique et informatique, une maîtrise en informatique du Massachusetts Institute of Technology et un MBA de la Harvard Business School.
Après cette école de commerce, Khan travaille pour Wohl Capital, un fonds spéculatif. En 2004, Nadia, une cousine de 13 ans, qui vit à l'autre bout du pays, lui demande de l'aide en mathématiques. Il lui donne dans un premier temps des cours particuliers au téléphone. Pour illustrer les concepts mathématiques, ils se connectent à Yahoo Messenger et Khan utilise la fenêtre de dessin du programme pour écrire des équations pendant qu'elle regarde  à distance. Lorsqu'ils ne peuvent pas se téléphoner, il se contente d'enregistrer une leçon sous forme de vidéo, parlant à travers le matériel tout en écrivant. Un jour, sa cousine lui dit qu'elle ne veut plus parler au téléphone, souhaitant privilégier l'utilisation des vidéos, ceci lui permettant de revoir une explication autant de fois qu'elle le souhaite, et d'avancer rapidement sur les parties qu'elles maîtrise déjà. Salman Khan comprend aussi qu'il est moins gênant pour elle de revisionner, seule, une vidéo que de le solliciter à nouveau sur un thème déjà traité. Sa cousine apprend plus vite lorsqu'elle peut piloter sa progression. « Le pire moment pour apprendre quelque chose », dit-il, « c'est quand quelqu'un se tient au-dessus de votre épaule et vous demande si vous avez compris ». Il  donne ensuite des cours particuliers à d'autres cousins (l'information s'étant diffusée au sein de la famille). Il met au point un questionnement sur les notions comprises ou pas. S'ils reçoivent dix questions à la suite, un logiciel les fait passer au niveau suivant, qui pose des problèmes plus difficiles. Il met ainsi en place un « apprentissage basé sur la maîtrise », exigeant de ses élèves qu'ils prouvent qu'ils ont acquis la compréhension et la connaissance nécessaire pour progresser dans les notions abordées. Puis il découvre que des milliers de personnes regardent ses vidéos sur YouTube. Les messages électroniques de fans affluent. 
En 2009, Salman Khan décide de faire de son hobby un emploi à plein temps. Il crée une association à but non lucratif, la Khan Academy, et reçoit un petit don d'Ann Doerr, épouse de John Doerr, investisseur de la Silicon Valley. Des dizaines de milliers de personnes regardent désormais ses vidéos chaque mois. Puis, en 2010, il reçoit un message de John Doerr, qui assiste à une conférence à Aspen : « Bill Gates parle de vous sur scène » indique ce message. Salman Khan visionne la vidéo en ligne, filmée depuis Aspen, et constate que Bill Gates, qu'il n'a jamais rencontré, chante ses louanges. Bill Gates indique en particulier que ses propres enfants utilisent la Khan Academy comme outil de perfectionnement scolaire. Il rencontre Bill Gates peu après et reçoit 1,5 million de dollars de la Fondation Bill and Melinda Gates. Google lui apporte 2 millions de dollars supplémentaires. En novembre 2010, Salman Khan conçoit en plus, pour faciliter l'utilisation de ses vidéos par des classes, un tableau de bord sur la progression de chaque élève, leur montrant, ainsi qu'à leurs professeurs, combien de vidéos ils ont regardées, à combien de questions ils ont répondu, et sur lesquelles ils ont mal ou bien répondu. Ceci peut permettre, notamment, à un enseignant de comprendre où ça coince, pour un élève, et d'avoir un apport spécifique sur le sujet,. Son équipe ajoute également à l'interface du logiciel des récompenses semblables à celles d'un jeu vidéo.
En 2012, le magazine Time place Salman Khan sur le Time 100, sa liste annuelle des 100 personnes les plus influentes du monde. Des personnalités telles que le basketteur LeBron James, lui apportent aussi un soutien et concourent à la notoriété de la Khan Academy dans les années 2010. En 2020, l'arrêt de fonctionnement d'écoles, dans certains pays, du fait des mesures de confinement contre la pandémie de maladie à coronavirus de 2019-2020, augmente encore l'audience de la Khan Academy.